# Watchkeeping
Pour plus de détails, voir Fiche technique et Distribution.
Watchkeeping est un court métrage dramatique lituanien écrit et réalisé par Karolis Kaupinis et sorti en 2017.

## Synopsis
Chaude soirée d'été. Un père et son fils tentent de réconforter leur mère pendant les dernières heures de sa vie à l'hôpital. Les deux hommes font tout ce qu'ils peuvent pour éviter d'admettre qu'il n'y a plus rien à faire.

## Fiche technique
- Titre international : Watchkeeping
- Titre original : Budejimas
- Réalisation : Karolis Kaupinis
- Scénario : Karolis Kaupinis
- Photographie : Simonas Glinskis
- Montage : Ieva Veiveryte
- Costumes : Fausta Naujale
- Décors : Aurimas Aksys
- Production : Marija Razgutė
  - Co production : Wim Vanacker
- Sociétés de production : M-Films, Sireal Films
- Pays de production : Lituanie, Belgique
- Langue originale : lituanien
- Format : couleur
- Genre : drame
- Durée : 16 minutes
- Dates de sortie :
  - Lituanie : 23 mars 2017 (Festival International du Film de Vilnius Kino Pavasaris)
  - Portugal: 8 mai 2017 (Festival international du cinéma indépendant IndieLisboa)
  - Roumanie : 22 juin 2017(Next International Film Festival)[2]

## Distribution
- Mindaugas Bundza : fils
- Darius Meskauskas :  père
- Pilypas Misiukevicius : mère
- Sarunas Puidokas
- Dovile Silkaityte
- Donatas Zelvys

## Production
Watchkeeping est le second court métrage de film de Karolis Kaupinis, seconde collaboration, après The Noisemaker, entre le réalisateur et la productrice Marija Razgutė (M-Films).
Pour la préparation du film, Karolis Kaupinis visite plusieurs hôpitaux et discutent avec des médecins pendant plusieurs mois. Il s'inspire des livres de Rūta Vanagaitė et d'Elisabeth Kübler-Ross On Death and Dying sur les soins infirmiers pour traiter de l'approche de la mort en milieu hospitalier.
En 2018, lors des prix organisés par l'Association des cinéastes lituaniens (LAC), la commission "Ėuolas" a décerné au directeur de la photographie de Watchkeeping Simonas Glinskis le prix de la photographie et une mention spéciale.

## Distinctions
- Festival du Film de Zagreb 2017 (Croatie) : Nomination pour le Prix du meilleur court métrage
- Prix Silver Crane du cinéma lituanien 2017 : Nominations aux Prix du meilleur acteur dans un second rôle (Darius Meskauskas), Prix du meilleur court métrage et Prix du meilleur accomplissement individuel (Marija Razgutė)
- Festival International du Film de Vilnius Kino Pavasaris 2017 :  Sélection au festival dans la catégorie court métrage
- Festival international du Film IndieLisboa 2017 (Portugal) : Sélection au festival dans la catégorie court métrage internationale
- Festival international du Film Uppsala (Suède) 2017 : Sélection au festival dans la catégorie court métrage internationale
- Association des cinéastes lituaniens 2018 : Prix Ėuolas et mention spéciale (au directeur de la photographie Simonas Glinskis)